# Thác Mây
Thác Mây là thác ở vùng đất xã Thạch Lâm huyện Thạch Thành tỉnh Thanh Hóa, Việt Nam.
Thác Mây ở trên suối Làng Sủ ở Làng Sủ xã Thạch Lâm, thuộc khu vực Vườn quốc gia Cúc Phương. Thác cách Tp. Hà Nội khoảng 100 km. Đường đến thác bắt đầu từ đường Hồ Chí Minh tại trung tâm hành chính xã Thạch Lâm  huyện Thạch Thành, đi đường liên xã lên xã Tự Do ở hướng tây bắc khoảng 10 km.
Suối Làng Sủ là suối nhỏ trong lưu vực sông Bưởi. Suối bắt nguồn từ vùng núi đất lẫn đá vôi có độ cao trên 1.000 m ở vùng giáp ranh tỉnh Thanh Hóa với tỉnh Hòa Bình. Suối đổ vào con sông có nhiều tên địa phương khác nhau như suối Sát, sông Ngang. Sông này đổ vào sông Bưởi ở khu trung tâm hành chính xã Thạch Lâm.

## Địa điểm liên quan
Cùng trên đường liên huyện lên thác Mây, đi tiếp cỡ 10 km là Thác Mu 20°24′08″B 105°22′29″Đ / 20,402288°B 105,374787°Đ trên suối Mu ở xóm Mu xã Tự Do huyện Lạc Sơn tỉnh Hòa Bình, trong Khu bảo tồn thiên nhiên Ngọc Sơn - Ngổ Luông.